# Strengit
Strengit ist ein eher selten vorkommendes Mineral aus der Mineralklasse der „Phosphate, Arsenate und Vanadate“ mit der chemischen Zusammensetzung Fe3+[PO4]·2H2O und damit chemisch gesehen ein wasserhaltiges Eisen(III)-phosphat.
Strengit kristallisiert im orthorhombischen Kristallsystem und entwickelt unterschiedliche Kristallformen, wobei allerdings oktaedrische und nach der c-Achse gestreckte, leistenartige Formen dominieren. Diese können mehrere Zentimeter lang werden und zeigen auf den Oberflächen einen glasähnlichen Glanz. Daneben finden sich auch faserige, traubige und kugelige Mineral-Aggregate.
In reiner Form ist Strengit farblos und durchsichtig. Durch vielfache Lichtbrechung aufgrund von Gitterfehlern oder polykristalliner Ausbildung kann er aber auch weiß erscheinen und durch Fremdbeimengungen eine rosa bis violette, pfirsichblüten- bis karminrote oder grünlichweiße Farbe annehmen, wobei die Transparenz entsprechend abnimmt. Seine Strichfarbe ist allerdings immer weiß.
Mit Variscit (Al[PO4]·2H2O) bildet Strengit eine lückenlose Mischkristall-Reihe.

## Etymologie und Geschichte
Erstmals entdeckt wurde Strengit in der Grube Eleonore bei Gießen im Biebertal (Hessen) und beschrieben 1877 durch August Nies, der das Mineral nach seinem Lehrer und Professor der Mineralogie Johann August Streng benannte.
Das Typmaterial des Minerals wird im Naturhistorischen Museum in Mainz unter der Katalognummer M1989/709 und im Muséum national d’histoire naturelle (MHN) in Paris unter der Katalog-Nummer 78.54 aufbewahrt.
Da der Strengit bereits lange vor der Gründung der International Mineralogical Association (IMA) bekannt und als eigenständige Mineralart anerkannt war, wurde dies von ihrer Commission on New Minerals, Nomenclature and Classification (CNMNC) übernommen und bezeichnet den Strengit als sogenanntes „grandfathered“ (G) Mineral. Die ebenfalls von der IMA/CNMNC anerkannte Kurzbezeichnung (auch Mineral-Symbol) von Strengit lautet „Stg“.

## Klassifikation
Bereits in der veralteten 8. Auflage der Mineralsystematik nach Strunz gehörte der Strengit zur Mineralklasse der „Phosphate, Arsenate und Vanadate“ und dort zur Abteilung „Wasserhaltige Phosphate, Arsenate und Vanadate ohne fremde Anionen“, wo er gemeinsam mit Mansfieldit, Skorodit und Variscit in der „Variscit-Reihe“ mit der Systemnummer VII/C.05b innerhalb der „Klinovariscit-Variscit-Gruppe“ (VII/C.05) steht.
Im zuletzt 2018 überarbeiteten „Lapis-Mineralienverzeichnis“, das sich im Aufbau noch nach der alten Form der Systematik von Karl Hugo Strunz richtet, erhielt das Mineral die System- und Mineralnummer VII/C.09-060. In der „Lapis-Systematik“ entspricht dies ebenfalls der Abteilung „Wasserhaltige Phosphate, ohne fremde Anionen“, wo Strengit zusammen mit Kolbeckit, Koninckit, Malhmoodit, Mansfieldit, Metavariscit, Paraskorodit, Phosphosiderit, Skorodit, Variscit, Yanomamit und Zigrasit die „Variscitgruppe“ mit der Systemnummer VII/C.09 bildet.
Auch die von der International Mineralogical Association (IMA) zuletzt 2009 aktualisierte 9. Auflage der Strunz’schen Mineralsystematik ordnet den Strengit in die Abteilung „Phosphate usw. ohne zusätzliche Anionen; mit H2O“ ein. Diese ist allerdings weiter unterteilt nach der relativen Größe der beteiligten Kationen und dem Stoffmengenverhältnis vom Phosphat-, Arsenat- beziehungsweise Vanadatkomplex (RO4) zum Kristallwassergehalt (H2O), so dass das Mineral entsprechend seiner Zusammensetzung in der Unterabteilung „Mit ausschließlich mittelgroßen Kationen; RO4 : H2O = 1 : 2“ zu finden ist, wo es zusammen mit Mansfieldit, Skorodit, Variscit und Yanomamit sowie dem bisher als fraglich geltenden Redondit die „Variscitgruppe“ mit der Systemnummer 8.CD.10 bildet.
In der vorwiegend im englischen Sprachraum gebräuchlichen Systematik der Minerale nach Dana hat Strengit die System- und Mineralnummer 40.04.01.02. Dies entspricht ebenfalls der Klasse der „Phosphate, Arsenate und Vanadate“ und dort der Abteilung „Wasserhaltige Phosphate etc.“ Hier findet sich das Mineral innerhalb der Unterabteilung „Wasserhaltige Phosphate etc., mit A3+XO4 × x(H2O)“ in der „Variscitgruppe“, in der auch Skorodit, Mansfieldit, Variscit und Yanomamit eingeordnet sind.

## Kristallstruktur
Strengit kristallisiert orthorhombisch in der Raumgruppe Pcab (Raumgruppen-Nr. 61, Stellung 2) mit den Gitterparametern a = 10,12 Å; b = 9,89 Å und c = 8,72 Å sowie 8 Formeleinheiten pro Elementarzelle.

## Modifikationen und Varietäten
Die Verbindung Fe3+[PO4]·2H2O ist dimorph und kommt neben der orthorhombischen Modifikation Strengit noch als monoklin kristallisierender Phosphosiderit vor.

## Bildung und Fundorte

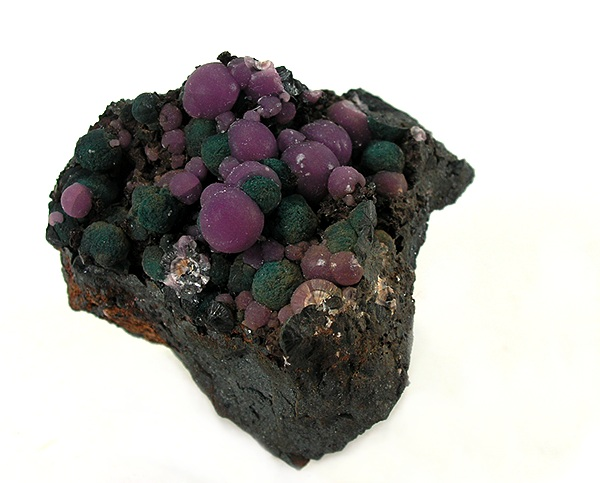
Kugeliger Strengit (rosa) und Rockbridgeit (grün) aus der Grube „Leveäniemi“ bei Svappavaara, Lappland, Schweden (Größe: 3,5 × 2,8 × 2,6 cm)

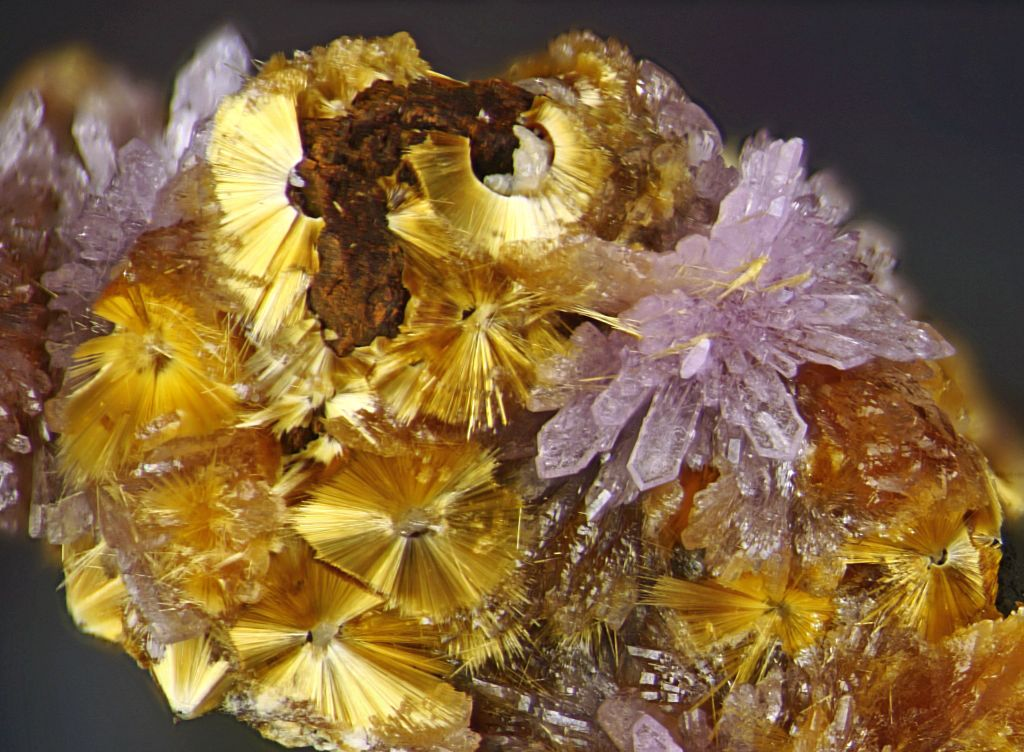
Zartrosa leistenförmige Strengitkristalle auf „sonnenförmigen“ Kakoxenkristallen vom Indian Mountain, Cherokee County, Alabama, USA (Sichtfeld 6,1 × 4,6 mm)

Strengit bildet sich in phosphathaltigen, granitischen Pegmatiten oder sekundär durch hydrothermale Substitution aus primären Phosphatmineralen. Als Begleitminerale treten unter anderem Apatit, Beraunit, Bermanit, Dufrénit, Hureaulith, Kakoxen, Leukophosphit, Phosphosiderit, Rockbridgeit, Stewartit und Vivianit auf.
Als eher seltene Mineralbildung kann Strengit an verschiedenen Fundorten zum Teil zwar reichlich vorhanden sein, insgesamt ist er aber wenig verbreitet. Als bekannt gelten bisher (Stand: 2013) rund 240 Fundorte. Neben seiner Typlokalität Grube Eleonore und dem nahe gelegenen Dünsberg in der Umgebung von Gießen trat das Mineral in Deutschland noch in der Grube Clara in Baden-Württemberg; an mehreren Stellen um Hagendorf und anderen Orten im Oberpfälzer Wald und Auerbach in der Oberpfalz sowie am Hühnerkobel in Bayern; bei Görzklinge/Kirschhausen, der Grube Jakobssegen bei Bremthal, den Gruben Rotläufchen bei Waldgirmes und Mark bei Essershausen in Hessen; an mehreren Fundpunkten im Sauer- und Siegerland in Nordrhein-Westfalen; bei Rengersdorf und Hartmannsgrün/Oelsnitz/Vogtl. in Sachsen sowie bei Ullersreuth in Thüringen auf.
In Österreich konnte Strengit bisher nur im Ganztal in den Fischbacher Alpen und bei Herzogberg nahe Modriach in der Steiermark gefunden werden.
Bekannt aufgrund außergewöhnlicher Strengitfunde ist unter anderem die „Bull Moose Mine“ bei Custer im US-Bundesstaat South Dakota, wo violette Kristalle von bis zu fünf Millimetern Größe zutage traten.
Weitere Fundorte liegen unter anderem in Argentinien, Australien, Belgien, Bolivien, Brasilien, Bulgarien, Chile, Finnland, Frankreich und Französisch-Guayana, Iran, Italien, Japan, Kamerun, Kanada, Liberia, Madagaskar, Malaysia, Mali, Marokko, Mexiko, Namibia, Portugal, Ruanda, Rumänien, Russland, Schweden, Senegal, Spanien, Südafrika, Südkorea, Tschechien, Uruguay, im Vereinigten Königreich (Großbritannien) und den Vereinigten Staaten von Amerika (USA).